# Rafael García Hispaleto

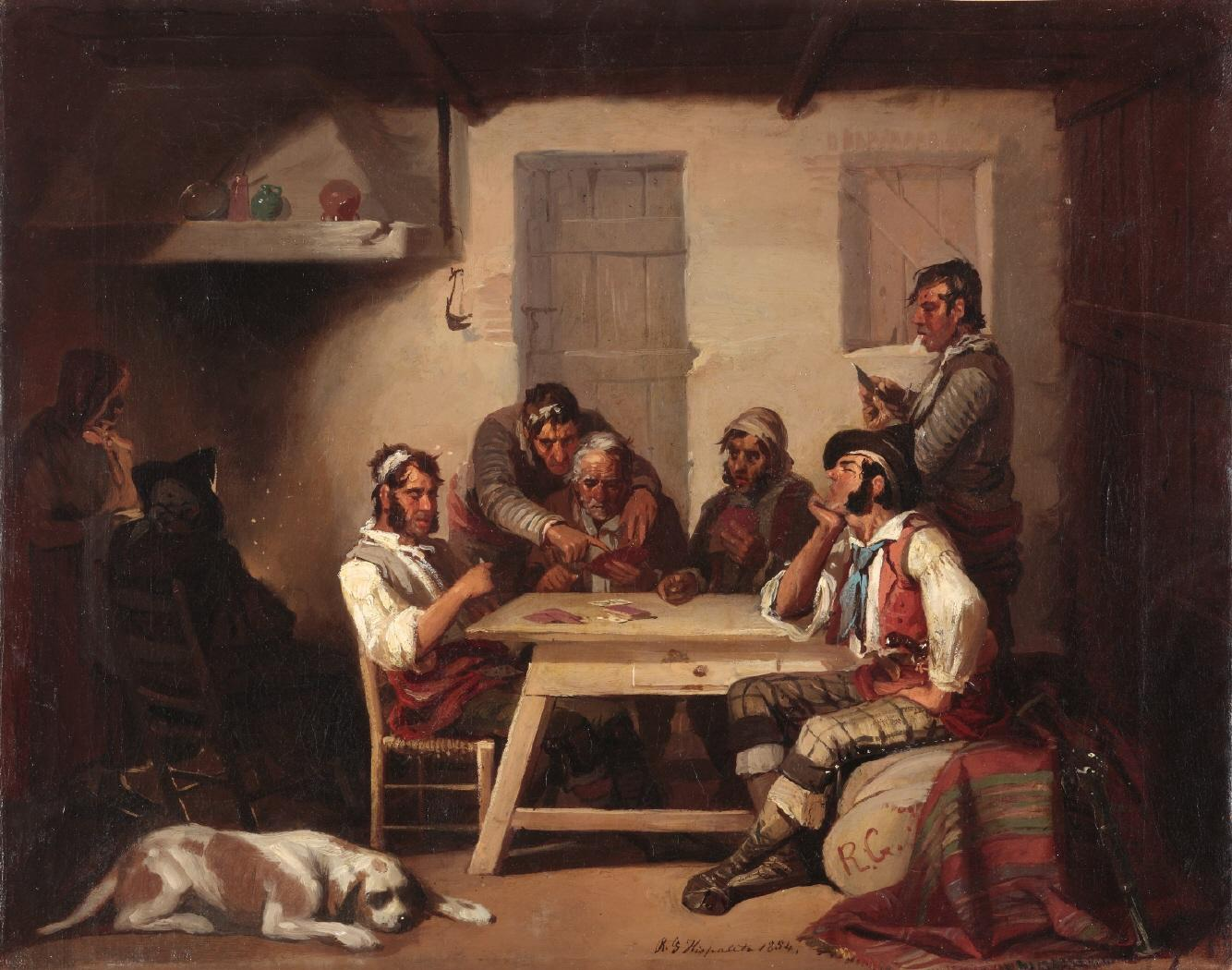
Jugando a las cartas, óleo sobre lienzo, 40 x 58,5 cm, Madrid, Museo Nacional del Romanticismo.

Rafael García Martínez (Sevilla, 4 de mayo de 1832-París, 25 de agosto de 1854) fue un pintor español. En 1853 adoptó el seudónimo de Hispaleto. Fue hermano del pintor Manuel García Hispaleto.

## Biografía
Sus padres fueron Antonio García Gallardo, natural de Belalcázar, y María de la Encarnación Martínez Flores. Este matrimonio tuvo seis hijos: José María, Rafael, Dionisio, Manuel, María Adelaida y Manuel María Antonio. Rafael fue bautizado el 5 de mayo en la iglesia del Salvador, donde se había bautizado su madre en 1806 y donde se habían casado sus padres en 1829. Antonio García tenía un comercio donde vendía productos de ultramar, aunque su negocio no era especialmente próspero.
En 1848, Rafael se matriculó en dos asignaturas de la Academia de Nobles Artes de Santa Isabel. En 1849 participó en una exposición de pintura en Sevilla con dos cuadros: Retrato de majo y Retrato de señora. En sus estudios en la Academia de Nobles Artes fue importante su relación con José María Romero. Romero pintaba retratos para la alta burguesía de la ciudad. Rafael empezó a pintar retratos y, gracias a esto, pudo empanciparse.
En 1853 retrató a María Josefa y a María Isabel de Borbón, hermanas de Francisco de Asís de Borbón, rey consorte. Ese año adoptó como seudónimo Hispaleto para diferenciarse de los pintores españoles Rafael García García y Juan García Martínez. Ese mismo se trasladó a Madrid. Ahí conoció a José de Salamanca, que le compró el cuadro Quevedo leyendo una de sus producciones por un precio inferior al estipulado a cambio de una beca para estudiar en París. En la primavera de 1854 se trasladó a la capital francesa. Desafortunadamente, en agosto de 1854 hubo una epidemia de cólera en París que mató a 800 personas. Rafael enfermó de cólera e ingresó en la casa de enfermería de Dubois Fauburg Poisonniére, donde murió el 25 de agosto.
Fue hermano del pintor Manuel García Martínez, que utilizó el mismo seudónimo de Hispaleto.

## Obra

### Obra religiosa
- 1846. "Santa Catalina". Uno de sus primeros cuadros, realizado apenas con 14 años. Se encuentra en la Capilla de San Sebastián de Los Palacios y Villafranca. Fue restaurado en 2019 por el restaurador Darío Ojeda, momento en que se dio a conocer la firma de la obra.

### Retratos
- 1849. Retrato de majo. Paradero desconocido.[6]
- 1849. Retrato de señora. Paradero desconocido.[6]
- 1850. Autorretato. Colección particular.[7]
- 1852. Francisco Sánchez del Arco. Museo de Cádiz.[7]
- 1852. Pedro Gómez de la Serna. Colección particular.[8]
- 1853. María Josefa de Borbón. Real Alcázar de Sevilla.[4]
- 1853. María Isabel de Borbón. Real Alcázar de Sevilla.[4]
- 1853. Xaviera de Ayala y Ortiz de Urbina con su hija Isabel de la Pezuela y Ayala. Colección particular.[9]
- 1853. Busto de niño desnudo. Paradero desconocido.[10]
- Fecha desconocida. Retrato de un niño. Paradero desconocido. Presentado en la Exposición Nacional de Bellas Artes de 1858.[6]

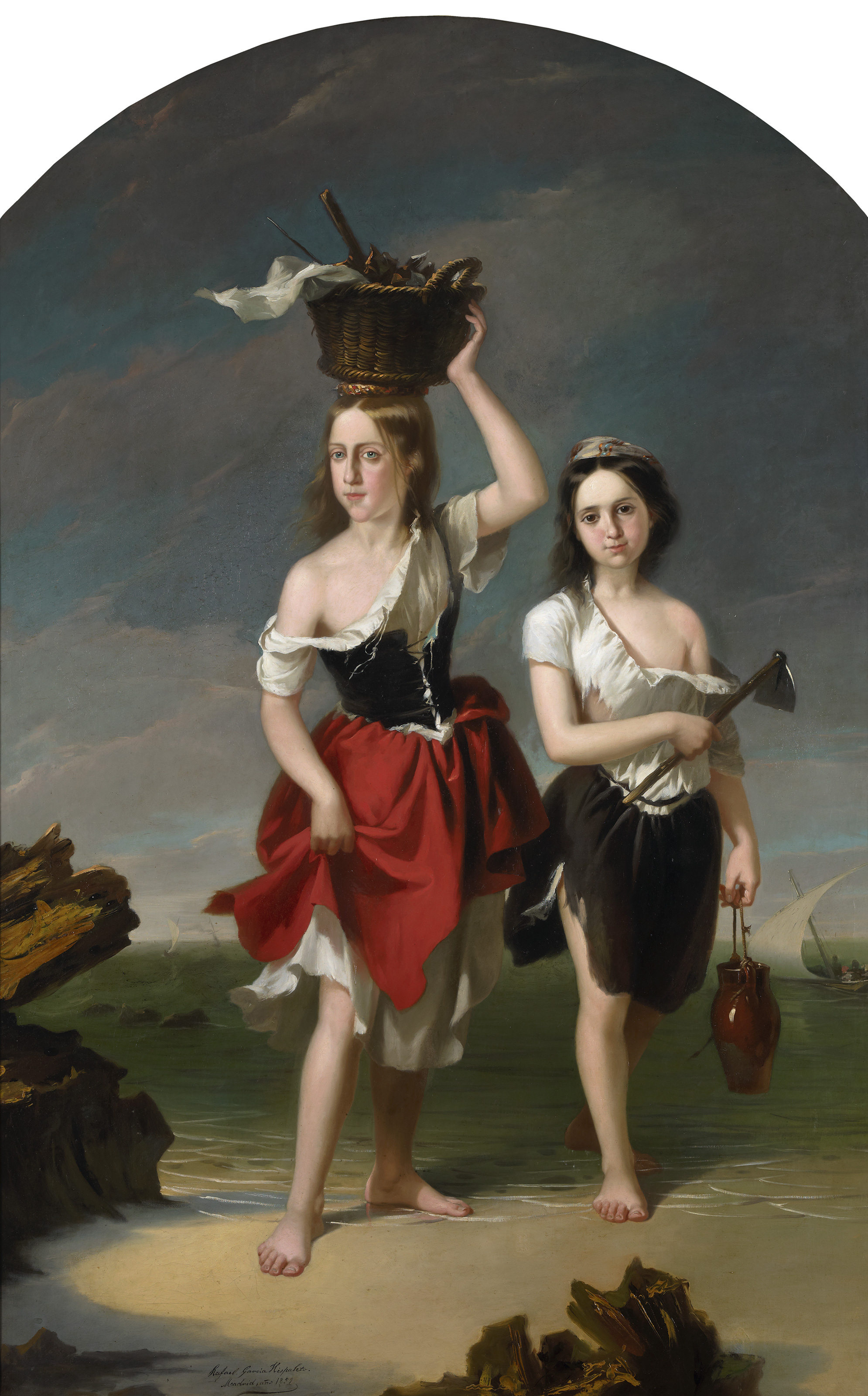
Las buscadoras de coquinas, óleo sobre lienzo, 202 x 130 cm, Colección Carmen Thyssen-Bornemisza, Museo Carmen Thyssen Málaga.

### Costumbrismo y otros
- 1852. Las buscadoras de coquinas. Museo Carmen Thyssen Málaga.[11]
- 1853. Campesinos bailando frente a la puerta de un mesón. Colección particular.[12]
- 1853. Un alto en el camino. Colección particular.[12]
- 1853. Mendigo con bastón y orza. Dibujo a lápiz. Colección particular.[13]
- 1853. Viejos chismorreando. Dibujo a lápiz. Colección particular.[13]
- 1854. Jugando a las cartas. Museo del Romanticismo. Madrid.[14]
- 1854. La gula. Paradero desconocido.[15]
- 1854. La lujuria. Paradero desconocido.[15]
- 1854. Quevedo leyendo una de sus producciones. Colección particular. Presentado en la Exposición Nacional de Bellas Artes de 1856.[16]
- Fecha desconocida. La visita del doctor. Colección particular.[15]
- Fecha desconocida. Una vendedora de cacharros. Paradero desconocido. Cuadro ganador de la 2ª Medalla en la Exposición Nacional de Bellas Artes de 1858.[17]
- Fecha desconocida. Un mendigo. Paradero desconocido. Presentado en la Exposición Nacional de Bellas Artes de 1858.[13]
- Fecha desconocida. Un buñolero. Paradero desconocido. Presentado en la Exposición Nacional de Bellas Artes de 1858.[13]
- Fecha desconocida. Una verdurera. Paradero desconocido. Presentado en la Exposición Nacional de Bellas Artes de 1858.[13]